# Варковицкая, Лидия Моисеевна
Лидия Моисеевна Варковицкая (в девичестве Лия Мошковна (Моисеевна) Фельдман; 1892, Одесса — 1975, Ленинград) — советская писательница, переводчица
, редактор и мемуарист.

## Биография
Родилась в семье негоцианта и почётного гражданина, купца первой гильдии Моисея Яковлевича Фельдмана и Сары Давидовны Бродской (1865—1950). Племянница скрипача Адольфа Бродского. Сестра писательницы Бэлы Прилежаевой-Барской. Мать занималась литературной деятельностью, опубликовала поэму «Исход» (Одесса: тип. А. Гринер, 1913), стихотворения, драматургические произведения под псевдонимом «С. Д. Полевая» (дословный перевод фамилии Фельдман).
В 1903—1910 годах обучалась в Швейцарии (Лозанна, Женева) и Германии (Берлин), получила музыкальное образование. Окончила юридический факультет на Высших женских (Бестужевских) курсах в Петрограде (1912—1917). Семья разорилась в результате революционных событий 1917 года. В 1920 году от брюшного тифа умер её муж и она осталась вдовой с тремя детьми (9, 7, и 5 лет).
С 1922 года работала в редакциях журналов в Свердловске (корреспондент журнала «Товарищ Терентий») и Петрограде (репортёр «Вечерней красной газеты»), занималась переводами художественной литературы. В 1921—1932 годах работала секретарём и редактором отдела современной художественной литературы в Леногизе (ленинградском отделении Госиздата), в 1932—1934 годах — редактор Мурманского радиокомитета. В 1934 году стала членом Ленинградской профорганизации Союза писателей СССР и профессиональным литератором. В период блокады Ленинграда работала в госпитале.
Дебютировала как литератор в 1923 году в свердловском журнале «Товарищ Терентий». Написала несколько пьес для радио, сценарий детского фильма «Чудесный корабль» (Ленфильм, 1936). Перевела свыше ста стихотворений Генриха Гейне из циклов «Лирическое интермеццо», «Опять на Родине» и «Романсеро», а также романы Вальтера Голлендера «Дом в бреду» (1928, совместно с М. Б. Венус), Шарля Фердинанда Рамю «Алина» (1928), Луи Эмона «Боксёр Мелок» (1929), Э. Толлера и других писателей. Автор повестей «Цирк и ратуша» (1931 и 1933), «400 свидетелей» (1931), «Зелёный сундук» (1932), книги для детей «Сказано — сделано» (1953), рассказов и очерков, а также стихотворений, басен и эпиграмм. Автор воспоминаний о Корнее Чуковском (1976), А. Н. Толстом и других писателях. Публиковалась в журналах «Звезда», «Ленинград», в «Красной газете» (1923—1970).
Как редактор занималась среди прочего публикацией произведений Ю. Н. Тынянова и О. Э. Мандельштама («Египетская марка», «Разговор о Данте»), с которыми была дружна. Была дружна также с Е. М. Тагер и с женой писателя И. Э. Бабеля А. Н. Пирожковой (их мужья были сокурсниками в Киевском коммерческом институте). Жила в Ленинграде по адресу Невский проспект, 27, кв. 11.
В последние годы жизни потеряла зрение. Погибла под колёсами автомобиля при переходе дороги. Похоронена рядом с сестрой на Красненьком кладбище.

## Семья
- Первый муж (7 ноября 1910 — 1912)[11] — военный врач Зейлик Шлёмович (Зигмунд Соломонович, Сигизмунд Семёнович) Шпильберг (1887, Одесса — 1960, там же), выпускник Императорского Новороссийского университета, впоследствии до 1949 года жил в Харбине[12][13], где женился на певице Марии Андреевне Рассадиной (его приёмный сын — журналист Леонид Рассадин). Его тётя, Берта Григорьевна Шпильберг, была замужем за видным педиатром, профессором В. О. Мочаном; племянник — доктор юридических наук, профессор И. В. Постика (1931—?).
  - Дочь — Любовь Сигизмундовна Сталбо (урождённая Шпильберг, 22 октября 1911 — 2015)[14], инженер-конструктор, была замужем за доктором военно-морских наук, вице-адмиралом К. А. Сталбо[2].
- Второй муж — Александр Мошко-Шулимович (Морицович, Морицевич) Варковицкий (1889—1920)[15], выпускник Киевского коммерческого института (1916), гимназический товарищ, сокурсник по коммерческому училищу и друг И. Э. Бабеля. Его сестра Елизавета (Луиза, 1881—1950) была замужем за почвоведом, профессором А. Ф. Лебедевым (1882—1936); другая сестра Любовь (1885—?) была замужем за журналистом и театральным критиком «Одесского листка» и «Водного транспорта» Николаем Александровичем Пересветовым; братья Яков и Александр Варковицкие владели «Техническим домом» на Ришельевской улице, занимавшимся распространением электрооборудования на юге России (Я. М. Варковицкий был также издателем и редактором ежемесячного журнала «Техника и электричество», 1912—1914)[16][17].
  - Дочь — лингвист Людмила Александровна Варковицкая (1913—1987), гражданская жена физика Я. Б. Зельдовича (их дочь — Александра Яковлевна Варковицкая, род. 1945, кандидат физико-математических наук, главный специалист НИИЯФ МГУ).
  - Сын — балетмейстер Владимир Александрович Варковицкий (1916—1974), его жена — балетовед Е. Я. Суриц.
- Третий муж (1927) — инженер-нефтяник Борис Яковлевич Стародуб, главный инженер Азнефти, погиб в авиакатастрофе в 1930 году.
- Четвёртый муж (1932—1941) — инженер-электрик и писатель Иван Тарасович Дмитроченко (1904—1972?), член ЛАППа, после освобождения из плена жил в Великобритании и по возвращении в СССР в 1956 году больше не вернулся в семью.

## Книги
- Цирк и ратуша: Эпизод из жизни Розы Люксембург. М.—Л.: Молодая гвардия, 1931. — 62 с.
- 400 свидетелей: [Отрывок из повести «Товарищ Люксембург»]. М.: изд-во ЦК МОПР СССР, 1931. — 32 с.
- Сказано — сделано. Л.: Лениздат, 1953. — 112 с.

## Переводы
- Вальтер Голлендер. Дом в бреду. Пер. с нем. М. Венус и Л. Варковицкой. Л.: Мысль, 1928. — 256 с.
- Шарль Фердинанд Рамю. Алина: Роман. Пер. с франц. Л. Варковицкой. Л.: Гос. изд-во, 1928. — 126 с. — (Библиотека всемирной литературы).